# Рот, Карл-Хайнц
Карл-Хайнц Рот (нем. Karl-Heinz Roth; род. 27 мая 1942) — немецкий историк, социолог и врач. Один из значительных теоретиков автономизма.
Был активистом Социалистического союза немецких студентов в Гамбурге, позднее стал теоретиком операизма и развил эти идеи до концепции автономизма.

## Сочинения
- Roth K.H. The return of proletariat, Köln: ISP, 1994 (Russian translation 1999).
- Всемирный кризис? Всемирная пролетаризация?
- Карл-Хайнц Рот и другие Глобализация
- Интервью
- Настало время автономии...
- «Долгая Депрессия»: Интервью с Карлом-Хайнцем Ротом о мировом кризисе